# 包子虎
包子虎為出身於臺灣台北的一支搖滾樂團，本為主唱佑子自甜梅號鼓手時期，即以個人名義從事的音樂生活紀錄。佑子在樂團「追麻雀」解散之後，於木柵天台宅錄專輯《熱血啦啦啦》，並以單人形式做現場演出，曾參與電影《夏天的尾巴》現場影像配樂活動。在與邦傑、彤彤姊弟結識之後，三個人常聚在一起彈刷哼唱，以歡樂隨性態度共同創作出許多歌曲，並集結成《HIGHWAY CHILDREN》宅錄專輯，奠定此時期風格為歌頌友情之基本精神。 

## 樂團沿革
最初佑子、邦傑、彤彤打算三人一起登台表演但苦無鼓手，於是先由佑子與邦傑用雙電吉他現場演出，之後鼓手劉暐加入，2010年包子虎首次以四人樂團編制於地下社會登台，開始確認樂團的表演風格與形式。同一時期設計師洪彰聯加入，擔當所有的宣傳品設計，自此包子虎走向音樂與視覺並重的人文搖滾樂團，於台灣各地巡迴表演。之後首任鼓手劉暐、第二任鼓手小宇、第三任鼓手斑斑相繼離團，2011年第四任鼓手曾立宇加入，進入樂團穩健時期並完成所在專輯的錄音。
2012年底由老王製作《所在》錄音室專輯，錄畢吉他手邦傑離團、鼓手曾立宇出國工作。2013年《所在》入圍金音獎最佳專輯。2014年起與超級龜樂團的彤彤、阮瞇、阿喵合作多場演出。2015年包子虎回歸宅錄寫歌模式，集結一定作品數量後，再與不同樂手做現場演出，樂團目前持續進行中。

## 音樂風格
包子虎的音樂靈感多來自團員們的真實生活體驗，先有簡單又容易上口的和弦後，再以無意識哼唱出的歌詞並當場修改，最後配上爽朗的刷扣和吉他SOLO聲線為主軸，貝斯和鼓則在是在練團時穩健地撐起整體音場。錄音方式多以LO-FI低傳真表達第一線的聲音記錄，現場則力求以比錄音室更強大的吶喊，用直接的情緒和聲音感染現場每個人。經歷各段漫長音樂時期，無論以樂團或宅錄形式呈現，皆以追求真實人生紀錄為理念。

## 專輯作品
- 2011專輯《HIGHWAY CHILDREN》
- 2013專輯《所在》

## 歷年演出列表
- 2010/05/26@地下社會 Underworld
- 2010/07/14@這牆 The Wall
- 2010/07/24@巨獸搖滾 Beastie Rock
- 2010/07/31@地下社會 Underworld
- 2010/08/19@女巫店 Witch House
- 2010/08/28@西門町電影公園
- 2010/09/22@這牆 The Wall
- 2010/10/28@女巫店 Witch House
- 2011/03/05@台北國際藝術村 Taipei Artist Village
- 2011/03/19@台南T.C.R.C.
- 2011/03/24@女巫店 Witch House
- 2011/03/30@這牆 The Wall
- 2011/05/08@傳 Legacy
- 2011/07/22@地下社會 Underworld
- 2011/08/12@地下社會 Underworld
- 2011/08/14@巨獸搖滾 Beastie Rock
- 2011/08/17@這牆 The Wall
- 2011/09/09@這牆 The Wall
- 2011/09/17@女巫店 Witch House
- 2011/08/21@誠品敦南店 Eslite Bookstore
- 2011/08/31@台北國際藝術村 Taipei Artist Village
- 2011/10/22@賣捌所 Uri Sabaki Jo
- 2011/11/06@美麗華百樂園1F水舞廣場 Miramar 1F
- 2011/11/11@地下社會 Underworld
- 2015/08/29@花博 PARK PARK地社舞台
- 2017/03/25@大港開唱Megaport Festival

## 相關網站
- 包子虎FACEBOOK
- 包子虎STREETVOICE （页面存档备份，存于）
- 包子虎INDIEVOX
- 包子虎SOUNDCLOUD （页面存档备份，存于）